# Корнвестхайм
Корнвестхайм (нем. Kornwestheim) — город в Германии в федеративной земле Баден-Вюртемберг. Входит в состав района Людвигсбург. Является частью Штутгартского метрополитенского района. Расположен в 10 км к северу от Штутгарта и в 5 км к югу от Людвигсбурга. Население Корнвестхайма составляет 32177 человек (на 31 декабря 2013 года).
Населённый пункт появился, предположительно, в IV—V века как поселение алеманнов. Как Корнвестхайм впервые упоминается в 1472 году. Статус города с 1931 года.
В городе находится управление компании Salamander.

## Города-побратимы
Корнвестхайм является городом-побратимом следующих городов:
- Кимры, Россия (с 1991 г.)
- Вильнёв-Сен-Жорж, Франция (с 1960 г.)
- Eastleigh (Истли), Великобритания (с 1978 г.)
- Вайсенфельс, Саксония-Анхальт, Германия (с 1990 г.)

## Достопримечательности
- Ратуша Корнвестхайма
- Церковь Святого Мартина
- Музей в доме Клайхуса
- Фабрика «Саламандер»